# فرانسیسکو روویرا بلتا
فرانسیسکو روویرا بلتا (کاتالونیایی: Francisco Rovira Beleta؛ ۱۹۱۲ – ۲۳ ژوئن ۱۹۹۹) یک فیلم‌نامه‌نویس، و کارگردان فیلم اهل اسپانیا بود.
وی بابت فعالیت‌هایش برندهٔ جوایزی همچون جایزه کرئو د سن ژردی شده است.